# ميكندي
ميكندي هي قرية في مقاطعة كليبر، إيران. عدد سكان هذه القرية هو 184 في سنة 2006.